# Triumviri rei publicae constituendae

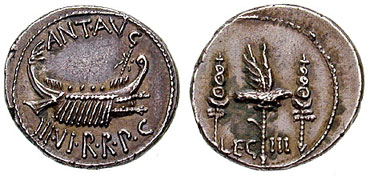
Un denario de Marco Antonio con la leyenda en la parte frontal ANT•AV III•VIR•R•P•C

Tresviri rei publicae constituendae, (también “Triunviri rei publicae constituendae) es una expresión latina que significa Tres hombres con autoridad consular en la organización del Estado, abreviado como III VIR RPC, siendo la denominación oficial del Segundo Triunvirato de los tres generales cesarianos Octaviano, Marco Antonio y Lépido en 43 a. C. 
Una ley del Tribuno de la Plebe Publio Tito, denominada Lex Titia dio a los tres titulares anteriormente mencionados la potestad dictatorial, mediante una mezcla híbrida de dictadura y acuerdo privado, que les concedía un poder virtualmente ilimitado, por lo que en realidad se creó una triple dictadura. Inicialmente obtuvieron el poder por un período de cinco años, que en 38 a. C. se amplió otros cinco. Durante ese tiempo, los triunviros se mantendrían por encima de todas las magistraturas romanas, realizando a la par un reparto de las provincias y las legiones correspondientes a ellas.
La diferencia del Segundo Triunvirato con el Primero (César, Pompeyo y Craso) es que este primero nunca fue ratificado por una ley y, por tanto, en teoría, nunca existió. 